# Matteo Dal-Cin
Matteo Dal-Cin (Ottawa, 14 gennaio 1991) è un ciclista su strada canadese che corre per il team Toronto Hustle. Attivo come Elite UCI dal 2014, nel 2017 ha vinto il titolo nazionale in linea.

## Palmarès
- 2015 (Silber Pro Cycling Team, due vittorie)

1ª tappa Grand Prix cycliste de Saguenay (La Baie > La Baie)
Classifica generale Grand Prix cycliste de Saguenay
- 2017 (Rally Cycling, tre vittorie)

1ª tappa Tour of the Gila (Silver City > Whitewater Mesa)
2ª tappa Tour de Beauce (Lac-Mégantic > Mont-Mégantic)
Campionati canadesi, Prova in linea Elite
- 2022 (Toronto Hustle, due vittorie)

2ª tappa South Aegean Tour (Rodi > Sàlaco)
Classifica generale South Aegean Tour

### Altri successi
- 2013 (Dilettanti)

Giochi estivi canadesi, Prova a cronometro
Westerlo
- 2014 (Silber Pro Cycling)

2ª tappa Tucson Bicycle Classic (Tucson > Tucson)
3ª tappa Tour de White Rock
- 2015 (Silber Pro Cycling Team)

2ª tappa Tucson Bicycle Classic (Tucson > Tucson)
1ª tappa Tour de White Rock
- 2016 (Silber Pro Cycling Team)

Classifica generale Redlands Bicycle Classic
Criterium Santa Barbara
- 2022 (Toronto Hustle)

1ª tappa Intelligentsia Cup
7ª tappa Intelligentsia Cup
- 2025

Grand Prix Cycliste de Charlevoix, Prova a cronometro

## Piazzamenti

### Competizioni mondiali
- Campionati del mondo

Wollongong 2022 - Cronometro Elite: 26º
Wollongong 2022 - In linea Elite: ritirato